# 釣瓶落とし

鳥取県境港市・水木しげるロードに設置されている「つるべおとし」のブロンズ像。

釣瓶落とし（つるべおとし）または釣瓶下ろし（つるべおろし）とは、京都府、滋賀県、岐阜県、愛知県、和歌山県などに伝わる妖怪。木の上から落ちて来て、人間を襲う、人間を食べるなどといわれる。

## 各地の事例
京都府南桑田郡曽我部村の事例
大正時代の郷土研究資料『口丹波口碑集』にある口丹波（京都府丹波地方南部）の口承によれば、京都府南桑田郡曽我部村字法貴（現・亀岡市曽我部町）では、釣瓶下ろしはカヤの木の上から突然落ちてきてゲラゲラと笑い出し、「夜業すんだか、釣瓶下ろそか、ぎいぎい」と言って再び木の上に上がっていくといわれる。また曽我部村の字寺でいう釣瓶下ろしは、古い松の木から生首が降りてきて人を喰らい、飽食するのか当分は現れず、2、3日経つとまた現れるという。
京都府船井郡富本村の事例
同じく京都府船井郡富本村（現・南丹市八木町）では、ツタが巻きついて不気味な松の木があり、そこに釣瓶下ろしが出るとして恐れられた。大井村字土田（現・亀岡市大井町）でも、やはり釣瓶下ろしが人を食うといわれた。
岐阜県揖斐郡久瀬村の事例
岐阜県揖斐郡久瀬村（現・揖斐川町）津汲では、昼でも薄暗いところにある大木の上に釣瓶下ろしがおり、釣瓶を落としてくるといい、滋賀の彦根市でも同様、木の枝にいる釣瓶下ろしが通行人目がけて釣瓶を落とすといわれた。
和歌山県海南市黒江の事例
和歌山県海南市黒江に伝わる元禄年間の妖怪譚では、古い松の大木の根元にある釣瓶を通行人が覗くと光る物があり、小判かと思って手を伸ばすと釣瓶の中へ引き込まれて木の上へ引き上げられ、木の上に住む釣瓶落としに脅かされたり、そのまま食い殺されたり、地面に叩きつけられて命を落としたという。
兵庫県丹波篠山市の事例
兵庫県丹波篠山市の篠山城下に伝わる篠山の怪談七不思議のひとつとして「坪井の榧の木」がある。篠山城の東馬出付近に坪井という旧士族の屋敷があり、幽気を出す榧（かや）の大木があったが、夜にこの木の下を通ると生首が落ちてくるという。しかしこれは本物の妖怪ではなく、髪の毛を付けた徳利を釣り上げた上で落とすという芝居によるものだった。

## 古典

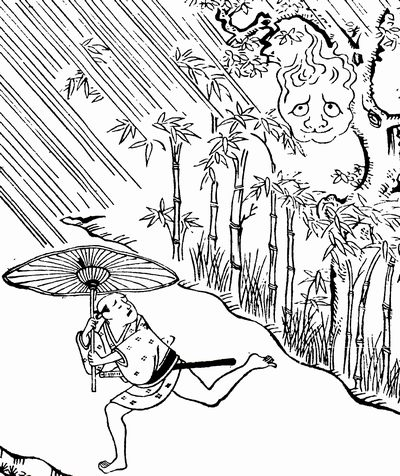
山岡元隣著・山岡元恕編『古今百物語評判』より「西岡の釣瓶おろし」

江戸時代の怪談本『古今百物語評判』では「釣瓶おろし」の名で、大木の精霊が火の玉となって降りてくる妖怪が描かれている。同書の著者・山岡元隣は釣瓶下ろしという怪異を、気が木火土金水の五つの相に変転して万物をなすという「五行説」により説明しており、雨の日（水）に木より降りて（木）くる火（火）、ということで、水-木-火の相生をなすことから大木の精だと述べている。五行の変化は季節の移り変わりようなもので、若い木はまだ生を十分に尽くしておらず木の気を満たしていないので、次の気を生ずるに至らない。大木となってはじめて火を生ずる。その火も陰火なので雨の日に現れるという。
鳥山石燕の妖怪画集『画図百鬼夜行』では、『古今百物語評判』で火の玉として描かれた「釣瓶おろし」が「釣瓶火」として描かれている。このことから、昭和・平成以降の妖怪関連の文献などでは釣瓶落としは生首や釣瓶が落ちてくる妖怪、釣瓶火は木からぶら下がる怪火、といったように別々の妖怪として扱われていることがほとんどだが、本来は釣瓶落としも釣瓶火と同様、木から釣瓶のようにぶらさがる怪火だったとする説もある。

## 類話

水木しげるロードに設置されている「大元神」のブロンズ像。

釣瓶落としに類する妖怪はほぼ日本全国に類似例があるものの、ほとんどは名前のない怪異であり、「釣瓶下し」「釣瓶落とし」の名称が確認できるものは東海地方、近畿地方のみである上、釣瓶が落ちるのもそれらの地域のみであり、そのほかは木から火の玉が落ちてくる、焼けた鍋が落ちてくるなど、火に関連したものが多い。
たとえば山形県山辺町では鍋下ろし（なべおろし）といって、子供が日暮れまで遊んでいると、スギの木の上から真っ赤に焼けた鍋が降りてきて、子供をその鍋の中に入れてさらってしまうといわれる。島根県鹿足郡津和野町笹山の足谷には大元神（おおもとがみ）を祀る神木と祠があり、周辺の木を伐ると松明のような火の玉が落ちてきて大怪我をするという記述がある。静岡県賀茂郡中川村（現・松崎町）では鬱蒼とした木々の間に大岩があり、そこに毎晩のようにほうろく鍋が下がったという。茨城県東茨城郡の貉の提灯や貉のお月様も、木の梢にとまる火と解釈でき、青森県の妖怪のイジコも、木の梢から火が降りてくるものとの解釈もある。